# Баръш (квартал на Истанбул)
„Баръш“ (на турски: Barış) е квартал на Истанбул, разположен в градска околия Бейликдюзю. Общата му площ е 2,6 км2. Според данни на Адресната система за регистриране на населението (ABPRS) към 2024 г. населението на „Баръш“ е 56 586 жители.